# Virginie Vandroogenbroeck
Virginie Vandroogenbroeck (Etterbeek, 30 maart 1971) is een Belgische atlete, die gespecialiseerd is in de lange afstand. Zij veroverde twee Belgische titels.

## Biografie
Vandroogenbroeck begon op twaalfjarige leeftijd met atletiek. In 1996 werd ze Belgisch kampioene op de marathon. In 2009 werd ze Belgisch kampioene op de 10.000 m.
Vandroogenbroeck begon bij White Star en stapte over naar Union Sportive Braine, na de fusie Union Sportive Braine-Waterloo (USBW) en daarna naar Cercle Athlétique Brabant-Wallon (CABW).

## Belgische kampioenschappen
| Onderdeel | Jaar |
| --------- | ---- |
| 10.000 m  | 2009 |
| marathon  | 1996 |

## Persoonlijke records
Outdoor
| Onderdeel | Prestatie | Datum           | Plaats    |
| --------- | --------- | --------------- | --------- |
| 5000 m    | 17.03,62  | 10 juli 2009    | Hulshout  |
| 10.000 m  | 35.28,94  | 6 juli 2005     | Vilvoorde |
| marathon  | 2:43.48   | 11 oktober 2009 | Eindhoven |
| uur       | 16.485 m  | 2005            |           |

## Palmares

### 5000 m
- 2010:  BK AC – 17.09,42

### 10.000 m
- 2007:  BK AC – 35.56,08
- 2009:  BK AC – 36.32,25
- 2010:  BK AC – 37.26,31

### halve marathon
- 2002  BK AC te Nieuwpoort – 1:17.23
- 2006  BK AC te Geraardsbergen – 1:20.00
- 2008  BK AC te Sint-Truiden – 1:19.35
- 2011  BK AC te Nieuwpoort – 1:19.34
- 2014  BK AC te Sint-Truiden – 1:21.21

### marathon
- 1996  BK AC te Gent – 2:49.15
- 2004: 5e marathon van Brussel – 2:51.20
- 2005: 4e marathon van Brussel – 2:55.24
- 2006:  Kust Marathon – 2:46.36
- 2007:  marathon van Antwerpen – 2:52.11
- 2008: 7e marathon van Eindhoven – 2:45.05
- 2009:  marathon van Eindhoven – 2:43.48
- 2011:  BK AC te Torhout – 2:46.44
- 2016:  marathon van Brussel – 2:53.42